# Зінчук Станіслав Сергійович
Зінчу́к Станісла́в Сергі́йович (*4 жовтня 1939, село Орадівка — †29 січня 2010, місто Київ) — український поет, публіцист, перекладач, історик та фольклорист. Член Національної спілки письменників України з 1973 року.

## Біографія
Народився в селі Орадівка Христинівського району Черкаської області. 1962 закінчив філологічний факультет Київського державного університету ім. Т. Г. Шевченка. Упродовж 1962-1965 років працював учителем-вихователем київської школи-інтернату № 25.
Із 1965 по 1966 роки був літературним працівником відділу літератури і мистецтва газети «Вечірній Київ». Із 1966 по 1970 роки — редактор, завідувач редакцією видавництва «Дніпро», з 1970 по 1979 роки — завідувач редакцією видавництва «Молодь». У 1981–1983 роках — редактор відділу літератури журналу «Піонерія». Протягом 1983-1992 років відповідальний секретар творчих комісій Спілки письменників України.
З 1992 по 1995 роки — спеціаліст, провідний спеціаліст, начальник редакційного відділу Міністерства у справах національностей та міграції, з 1995 по 1996 роки — заступник начальника головного управління Міністерства у справах преси та інформації. З 1996 по 2000 роки — старший, головний консультант Секретаріату Верховної Ради. 2000-2002 роки — відповідальний секретар, заступник головного редактора журналу «Бюлетень ВАК України». Протягом 2004–2005 років — референт-секретар Київської організації Національної спілки письменників України.
Помер 29 січня 2010 року в Києві, похований у рідному селі Орадівка.

## Творчість
Станіслав Зінчук — лауреат Республіканського літературного конкурсу на найкращий твір про людину праці 1986 року. За книжку спогадів «Екран пам'яті» став лауреатом Всеукраїнської літературної премії ім. Івана Огієнка (2005).
Друкуватися почав 1958 року в університетській багатотиражці «За радянські кадри». Дебютував добіркою віршів у збірнику молодих авторів України «Щасливої дороги!» (1962). Дебютанта помітили славетні маестро — академік Максим Рильський та знаний авторитет діаспори Богдан Кравців.
Максим Рильський відзначав:
|  | Взагалі рисам нового в нашому житті, зокрема того, що приносить нам наука, яка не стоїть, звичайно, ні в якій суперечності з поезією, — цим рисам приділяють молоді наші автори пильну й захоплену увагу. Недарма ж один із надрукованих у нас віршів, що належить Станіславу Зінчуку, присвячено пам’яті подвижника радянської науки — Ігоря Васильовича Курчатова |

Богдан Кравців зауважив:
|  | Народжені 1939 року, напередодні чи й із початком другої світової війни, становлять третю групу поетів — міцних й оригінальних талантів із виразно зформованим поетичним обличчям. Перший за абеткою в цьому гурті Станислав Зінчук... сміливий у використанні народнопоетичних засобів |

У відгуку на третю збірку автора, представника покоління дітей війни, вимогливий критик-фронтовик Леонід Коваленко назвав його баладу «Дівчата-вдови» найкращим віршем про Другу світову війну.
Переклав поетичні твори з азербайджанської (Алі Туде, Б. Фармана-огли, Набі Хазрі), з англійської (Р. Лапіки), з білоруської (Р. Барадуліна, Г. Буравкіна, В. Караткєвіча, П. Макаля), з болгарської (Л. Левчева, Л. Стоянової), з вірменської (Н. Мікаеляна, П. Севака), з грузинської (Ш. Амісулашвілі, О. Чіладзе), з естонської (О. Рауна), з казахської (Д. Мулдагалієва, О. Сулейменова, Ш. Сарієва), з киргизької (Б. Алибаєва), з латиської (І. Зієдоніса), з литовської (Ю. Вайчюнайте), з молдавської (Г. Вієру, Ш. Лозіє), з польської (Т. Ружевича, Ю. Тувіма, В. Шимборської), з російської (П. Васильєва, М. Гумільова, Є. Євтушенка, А. Жигуліна, Б. Окуджави, О. Мандельштама, Б. Пастернака, В. Солоухіна, О. Твардовського та ін.), з таджицької (Б. Ходжі, У. Джамола, М. Каноата), з туркменської (А. Агабаєва, О. Курдова), з чеської (В. Незвала, Я. Скацела), з угорської (М. Фюзеші) та інших мов. Окремі вірші Станіслава Зінчука перекладено болгарською, вірменською, грузинською, ідиш, латиською, польською, російською, таджицькою та угорською мовами.
Переспівав біблійну «Пісню пісень», повністю надруковану в його збірках «Слово», «Закон вірності», «Поезії», «Сузір'я Ліри».

### Твори
- поетичні збірки «Мозаїка» (1969), «Слово» (1972), «Маятник сосни» (1976), «Сузір'я квітів» (1979), «Райдуга снопа» (1983), «Закон вірності» (1984), «Аджимушкай. Поема» (1984), «Компасна стрілка» (1986), «Поезії» (1989), «Золотий запас» (1990), «Мама. Поема» (1998), «Калам Буратіни. Веселі мініатюри» (2000), «Вірші для Соломії. Лірика» (2003), «Сузір'я Ліри. Переклади та переспіви» (2007)
- веселі мініатюри «КаламБуратіни» (2000)
- дитяча книжка «Абетка котиків та киць» (2007)
- історичне дослідження «Іван Ґонта (Кайдани стереотипів)» (1991)
- фольклорні матеріали "Орадівське весілля" (2001, 2002)
- мемуари «Екран пам'яті. Автобіографічні нотатки» (2004)
- пісенник «Усі гори зеленіють. Сто пісенних перлин мого роду» (2008)
- збірник «Диво — не пиво, а Слово. Триста прислів'їв і приказок» (2009)
- лебединою піснею поета стала його остання книжка «Гайдамацька Січ. Історичне дослідження. Поема» (2009, 2010).